# Museo Carnegie de Historia Natural
El Museo Carnegie de Historia Natural está ubicado en el 4400 de la Av. Forbes, en el barrio de Oakland de Pittsburgh, Pensilvania, Estados Unidos. Fue fundado por el industrial residente de esta ciudad, Andrew Carnegie, en 1896 y ha mantenido a lo largo de su existencia una reputación internacional por su dedicación a la investigación, logrando mantenerse entre los cinco mejores museos de Historia Natural de los Estados Unidos.

## Descripción e historia
El museo consta de 10.700 m² distribuidos en veinte galerías así como en espacios de investigación, biblioteca y oficinas. Su colección llegá a los vientidós millones de especímenes, de los cuales sólo 10.000 se encuentran en exhibición mientras que un millón se encuentran catalogados en su base de datos. 

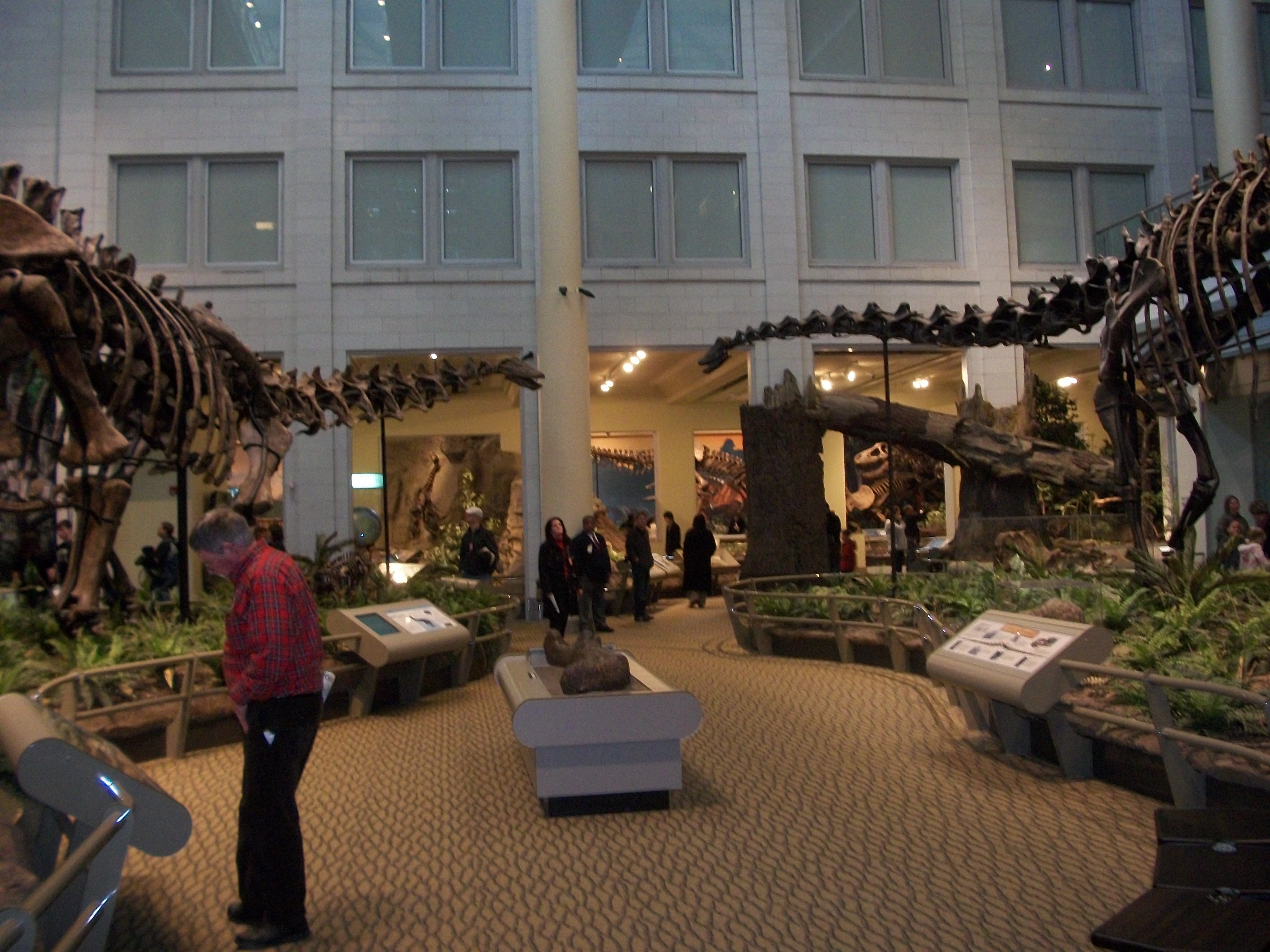
Parte de la muestra de dinosaurios

El museo obtuvo reconocimiento por primera vez en 1899 cuando sus científicos desenterraron los fósiles del Diplodocus carnegie. Hoy en día su patrimonio incluye la colección de dinosaurios del Jurásico más grande del mundo y su muestra permanente Dinosaurios en su tiempo ofrece la tercera colección más grande de dinosaurios exhibida en los Estados Unidos, (detrás de la del Museo Nacional de Historia Natural del Instituto Smithsoniano y de la del Museo Americano de Historia Natural.
Sus especímenes más notables son el único fósil de un Apatosaurus joven, el primer ejemplar en el mundo de un Tyrannosaurus rex y un ejemplar recientemente identificado de oviraptorosauria llamado Anzu wyliei.
Equipos de investigación que incluían científicos del Carnegie han hecho descubrimientos relevantes como el del Puijila darwini, el Castorocauda lutrasimilis, y el Hadrocodium wui.
Otras muestras permanentes incluyen la sala Hillman de gemas y minerales, la sala de la Fundanción Alcoa de los nativos americanos, la sala Wyckoff de la vida en el mundo polar Ártico, la sala Walton del antiguo Egipto, la sala Benedum de geología y la Reserva Natural Powdermill establecida por el museo en 1956 para servir como campo de estudio de poblaciones originarias en el largo plazo.